# 願い事ひとつだけ
「願い事ひとつだけ」（ねがいごとひとつだけ）は、日本のシンガーソングライター・小松未歩の3作目のシングル。

## 背景
前作「輝ける星」から約4ヶ月ぶりのシングルで、表題曲はテレビアニメ『名探偵コナン』のエンディングテーマとして、1997年12月8日から1998年7月6日までの間、計25話でオンエアされた。

## 記録
オリコンチャート最高位8位を獲得し、自身2番目の売り上げ枚数を記録している。累計売上枚数は、50万枚となっている。
日本レコード協会より、1998年2月度ゴールドディスク（旧基準）に月次認定。

## 収録曲
| 全作詞・作曲: 小松未歩、全編曲: 古井弘人。 |                                        |          |            |      |
| #                                          | タイトル                               | 作詞     | 作曲・編曲 | 時間 |
| 1.                                         | 「願い事ひとつだけ」                   | 小松未歩 | 小松未歩   | 4:42 |
| 2.                                         | 「銀河」                               | 小松未歩 | 小松未歩   | 4:26 |
| 3.                                         | 「願い事ひとつだけ」(original karaoke) | 小松未歩 | 小松未歩   | 4:42 |
| 4.                                         | 「銀河」(original karaoke)             | 小松未歩 | 小松未歩   | 4:23 |
| 合計時間:                                  | 合計時間:                              | 18:13    |            |      |

## 参加ミュージシャン
- 小松未歩：Vocal (#1,2)

サポートミュージシャン
- Secil Minami：Chorus (#1,3)
- 大賀好修：Guitar (#1,3)

## タイアップ
- 日本テレビ系列アニメ『名探偵コナン』第5エンディングテーマ (#1)

## 収録アルバム
- 小松未歩 2nd〜未来〜 (#1)
- WONDERFUL WORLD 〜SINGLE REMIXES & MORE〜 (#1 moon light night mix)
- 小松未歩ベスト〜once more〜 (#1)

## カバー
コンサートでの歌唱や動画共有サービスへの投稿のみのものは割愛。
| アーティスト      | 収録先                                                      | 備考                                                               |
| ----------------- | ----------------------------------------------------------- | ------------------------------------------------------------------ |
| 愛内里菜&三枝夕夏 | 七つの海を渡る風のように                                    | タイトルは「願い事ひとつだけ -rearrange version-」。               |
| 下川みくに        | Remember 〜下川みくに青春アニソンハウスアルバム〜           |                                                                    |
| 下川みくに        | Reprise 〜下川みくにアニソンベスト〜                        |                                                                    |
| 下川みくに        | プラチナムベスト 下川みくに〜青春アニソン・カバーアルバム〜 |                                                                    |
| 新名彩乃          | 新・百歌声爛 -女性声優編-                                   | 「願い事ひとつだけ」を含むアニメソング10曲をメドレー形式でカバー。 |